# Carecas do ABC
Carecas do ABC ("Skinheads del ABC " en portugués) es un grupo skinhead brasileño originario de la región ABC, en el área metropolitana de São Paulo. La región ABC incluye las ciudades industriales de Santo André, São Bernardo do Campo y São Caetano do Sul.
El grupo acepta afrobrasileños. En su blog declaran que no son fascistas sino nacionalistas y anticomunistas, pero se ha captado que usan la esvástica y el particular saludo "Heil, Hitler". Los miembros del grupo han sido acusados de varios asesinatos en el centro de São Paulo. El lema del grupo es "Dios, patria y familia", inspirado en el lema de Ação Integralista Brasileira, creado por Plínio Salgado.

## Historia
Carecas del ABC surgió en 1987 como escisión de Carecas do Subúrbio. El grupo tiene actualmente 250 miembros y una actividad intermitente. El grupo se hizo conocido por peleas callejeras en las décadas de 1980 y 1990.

### Formación
Es un grupo moderadamente politizado (llegando a relacionarse con partidos y organizaciones políticas de extrema derecha), con organización territorial. Tienen ideas fuertemente anticomunistas y antiliberales, defienden el uso de la violencia contra lo que el grupo define como los "sectores podridos de la sociedad". Los skinheads visten usualmente con botas con puntas metálicas, jeans ajustados, chaquetas y camisetas con motivos militares o en colores oscuros o blancos, tirantes o cinturones con hebillas metálicas, y en ocasiones adornos puntiagudos. El género musical asociado a los integrantes, que suele tratar temas como la cotidianidad "Careca", incitar al odio contra los grupos rivales, exaltar viejas luchas en el movimiento, entre otros.
No existen estimaciones o investigaciones confiables que permitan conocer mejor la composición, tamaño y distribución de este grupo en el territorio urbano brasileño. El grupo Carecas se destaca, especialmente, por admitir la presencia de negros y nororientales en sus filas. Debido al secretismo y discreción con la que se mueve no se tiene información sobre el territorio de influencia.

## Ataques
La fama en la cultura popular se logró con episodios de violencia ampliamente difundidos por los medios. De hecho, el 6 de febrero del 2000, el adiestrador de perros y homosexual Edson Néris da Silva fue asesinado a golpes por la pandilla, por caminar de la mano de su compañero, Dário Pereira Netto, quien logró escapar.